# Армия Чу
Армия Чу (楚勇) — постоянная региональная армия, организованная Цзо Цзунтаном. Название взято из региона Хунань, где была сформирована армия. Армия финансировалась за счет местной знати и дворянства, а не центрального правительства.
Армия Чу была одной из двух армий, известных как армия Хунани. Другая армия провинции Хунань, названная Сянской армией, была создана Цзэн Гофанем для участия в Тайпинском восстании. Остатки Сянской армии, сражавшейся с тайпинами, были тогда известны как «Старая армия Хунани».

## Дунганское восстание(1862—1877)
Сянская армия была примером региональных армий Юн Ин, которые возникли в Китае в конце династии Цин, отдельно от Маньчжурской восьмизнамённой армии и армии зелёного знамени. Основные различия заключались в их региональной принадлежности, поскольку эти силы часто формировались и направлялись через родственные связи и местные сети; и они нарушали обычную китайскую военную политику, согласно которой армейские генералы часто менялись, чтобы помешать амбициозным командирам строить базы власти. В случае с Юн Ин необходимость сплоченности подразделений означала, что офицеры назначались командирами и оставались командовать своими подразделениями на протяжении всей кампании.
Генерал Цзо Цзунтан командовал армией Хунани во время Дунганского восстания. В декабре 1872 года он отправил 3000 солдат из них в Сучжоу в Ганьсу.
В провинции Хунань ученые-литеры были «военизированы», и все больше простолюдинов зачислялись в армию офицерами.
Цзо Цзунтан собрал 55-тысячную армию из Хунани, прежде чем он начал последний натиск по отвоеванию Ганьсу у дунганских повстанцев. Они участвовали вместе с другими региональными армиями (армии Сычуань, Аньхой и Хэнань также присоединились к битве).
В армию Хунани активно проникло антицинское тайное общество Гэлаохой, которое начало несколько мятежей во время Дунганского восстания, задержав решающие наступления. Цзо подавил мятежи и казнил их участников.
Другим командующим армией Хунани во время восстания был маньчжур Долонга (То-лунг-а), перешедший из-под маньчжурского знамени. Его руководство силами Хунани разгромило мусульманских повстанцев и полностью уничтожило их позиции в провинции Шэньси, изгнав их в Ганьсу. Лэй Чжэнгуань (Лэй Чэн-куань) был командиром Долонги, который успешно сражался против повстанцев, что позволило вновь открыть дороги Ганьсу после захвата важнейших городов.
Армия Сян и другие ханьские китайские солдаты-мужчины и иностранцы покупали тюркских мусульманских (уйгурских) девушек в жены у своих родителей после завоевания Синьцзяна Цзо Цзунтаном, а хань и уйгуры часто полагались на посредников хуэй для перевода и заключения браков. Ханьский китаец по фамилии Ли купил молодую уйгурку у двух уйгуров, которые похитили её в 1880 году. Они были наняты мировым судьей Пичана. Турфанская уйгурская девочка по имени Руо-занг-ле, которой было 12 лет, была продана в 1889 году в Цитае за 30 таэлей молодому ханьскому китайцу из Шаньси по имени Лю Юнь. Она забеременела от него в 1892 году. Китайские мужчины-хань считали тойлук, который они платили серебром за своих уйгурских невест, выкупом за невесту . Уйгурские мусульманки вышли замуж за ханьских китайцев в Синьцзяне в конце 19 — начале 20 веков. Китайцы-ханьцы, мужчины-индуисты, мужчины-армяне, мужчины-евреи и русские мужчины женились на уйгурских мусульманках, которые не могли найти мужей.

## Тайвань
Войска Хунаньской армии также находились на острове Тайвань. Им командовал Лю Ао, они насчитывали 16 батальонов и перешли под командование Лю Минчуаня после того, как он стал губернатором Тайваня. Другой армией, дислоцированной на Тайване, была Аньхойская армия. Им дали современные орудия с казнозарядом и обучили современным методам ведения войны. Были привлечены западные инструкторы. Лю заявил, что обе армии представляют собой «сильные арбалеты, сила которых исчерпана». О винтовках он сказал: «Если прицел огнестрельного оружия не установлен точно, цель не может быть измерена ни по расстоянию, ни по высоте: тогда иметь винтовку было бы то же самое, что не иметь её».

## Главные лидеры
- Цзо Цзунтан